# Hammarby Idrottsförening Fotboll 2020
Questa voce raccoglie le informazioni riguardanti l'Hammarby Idrottsförening, meglio conosciuto come Hammarby IF o semplicemente Hammarby, nelle competizioni ufficiali della stagione 2020.

## Maglie e sponsor
I kit, prodotti per il secondo anno consecutivo da Craft, presentano la classica maglia casalinga a strisce verticali verdi e bianche e la classica seconda maglia da trasferta a strisce verticali nere e gialle. Il main sponsor è rimasto nuovamente Jobman.
| Casa | Trasferta |  |

## Rosa
| N. |                       | Ruolo | Calciatore                    |
| -- | --------------------- | ----- | ----------------------------- |
| 1  | Danimarca (bandiera)  | P     | David Ousted                  |
| 2  | Svezia (bandiera)     | D     | Simon Sandberg                |
| 3  | Svezia (bandiera)     | D     | Dennis Widgren                |
| 4  | Svezia (bandiera)     | D     | Richard Magyar                |
| 5  | Svezia (bandiera)     | D     | David Fällman (vice capitano) |
| 6  | Svezia (bandiera)     | C     | Darijan Bojanić               |
| 7  | Svezia (bandiera)     | C     | Imad Khalili                  |
| 8  | Danimarca (bandiera)  | C     | Jeppe Andersen (capitano)     |
| 9  | Brasile (bandiera)    | A     | Paulinho                      |
| 11 | Montenegro (bandiera) | C     | Vladimir Rodić                |
| 13 | Danimarca (bandiera)  | D     | Mads Fenger                   |
| 14 | Svezia (bandiera)     | C     | Tim Söderström                |

| N. |                        | Ruolo | Calciatore                      |
| -- | ---------------------- | ----- | ------------------------------- |
| 16 | Svezia (bandiera)      | A     | Gustav Ludwigson                |
| 17 | Svezia (bandiera)      | C     | Abdul Khalili                   |
| 19 | Gabon (bandiera)       | C     | Serge-Junior Martinsson Ngouali |
| 20 | Svezia (bandiera)      | C     | Alexander Kačaniklić            |
| 22 | Svezia (bandiera)      | A     | Muamer Tanković                 |
| 23 | Stati Uniti (bandiera) | A     | Aron Jóhannsson                 |
| 25 | Svezia (bandiera)      | P     | Davor Blažević                  |
| 26 | Svezia (bandiera)      | D     | Kalle Björklund                 |
| 30 | Svezia (bandiera)      | D     | Mohanad Jeahze                  |
| 31 | Svezia (bandiera)      | C     | Aimar Sher                      |
| 33 | Nigeria (bandiera)     | C     | Akinkunmi Amoo                  |

## Risultati

### Allsvenskan

#### Girone di andata
| Arbitro: | Bojan Pandžić |

|                           |           |  |
| Tanković 45’ Tanković 59’ | Marcatori |  |

| Arbitro: | Kristoffer Karlsson |

|                     |           |                             |
| Alm 45+1’ Frick 84’ | Marcatori | 66’ Paulinho 70’ Kačaniklić |

| Arbitro: | Andreas Ekberg |

|  |           |                                |
|  | Marcatori | 55’ Hussein 58’ (rig.) Larsson |

| Arbitro: | Victor Wolf |

|                          |           |             |
| Bergström 88’ Ogbu 90+3’ | Marcatori | 1’ Tanković |

| Arbitro: | Fredrik Klitte |

|               |           |  |
| Ludwigson 33’ | Marcatori |  |

| Arbitro: | Andreas Ekberg |

|                                          |           |  |
| Berggren 16’ Søderlund 62’ Andersson 89’ | Marcatori |  |

| Stoccolma 11 luglio 2020, ore 15:00 7ª giornata | Hammarby          | 0 – 0 referto | Sirius | Tele2 Arena (0 spett.)\| Arbitro: \| Mohammed Al-Hakim \| |
| Arbitro:                                        | Mohammed Al-Hakim |               |        |                                                           |

| Arbitro: | Glenn Nyberg |

|              |           |                              |
| Magnusson 8’ | Marcatori | 45+1’ Paulinho 73’ Ludwigson |

| Arbitro: | Kristoffer Karlsson |

|                |           |                    |
| I. Khalili 69’ | Marcatori | 90+4’ (rig.) Aiesh |

| Arbitro: | Andreas Ekberg |

|                                     |           |  |
| Berget 28’ Thelin 36’ Antonsson 46’ | Marcatori |  |

| Arbitro: | Kaspar Sjöberg |

|                                         |           |  |
| Ludwigson 32’ Fenger 47’ A. Khalili 73’ | Marcatori |  |

| Arbitro: | Adam Ladebäck |

|              |           |                 |
| Svensson 21’ | Marcatori | 90+3’ Ludwigson |

| Arbitro: | Kristoffer Karlsson |

|                |           |          |
| Kačaniklić 72’ | Marcatori | 10’ Wede |

| Arbitro: | Andreas Ekberg |

|                   |           |                              |
| Fenger 74’ (aut.) | Marcatori | 4’ Jóhannsson 33’ I. Khalili |

| Arbitro: | Bojan Pandžić |

|                         |           |                                |
| Krogh Gerson 51’ (rig.) | Marcatori | 16’ Björklund 90+5’ A. Khalili |

#### Girone di ritorno
| Arbitro: | Mohammed Al-Hakim |

|                                      |           |                        |
| I. Khalili 32’ Jóhannsson 79’ (rig.) | Marcatori | 10’ Frick 10’ Karlsson |

| Arbitro: | Kaspar Sjöberg |

|                                                     |           |              |
| Saeid 85’ Vecchia 90’ (rig.) Andersson 90+5’ (rig.) | Marcatori | 39’ Paulinho |

| Arbitro: | Adam Ladebäck |

|                                          |           |                                                      |
| Magyar 28’ Jóhannsson 47’ Jóhannsson 60’ | Marcatori | 34’ (rig.) Johansson 37’ Ingelsson 82’ Ahl Holmström |

| Arbitro: | Kristoffer Karlsson |

|  |           |                                                       |
|  | Marcatori | 20’ Jóhannsson 71’ Tanković 78’ Tanković 87’ Tanković |

| Arbitro: | Victor Wolf |

|                               |           |                                    |
| I. Khalili 12’ Jóhannsson 55’ | Marcatori | 47’ Svensson 73’ Timossi Andersson |

| Arbitro: | Mohammed Al-Hakim |

|                                   |           |  |
| Bahoui 27’ Abraham 37’ Lustig 77’ | Marcatori |  |

| Arbitro: | Kristoffer Karlsson |

|          |           |                                                            |
| Wede 32’ | Marcatori | 60’ (aut.) Ericsson 66’ Jóhannsson 90+3’ (rig.) Jóhannsson |

| Arbitro: | Kristoffer Karlsson |

|              |           |              |
| Tanković 24’ | Marcatori | 90+4’ Nyholm |

| Arbitro: | Granit Maqedonci |

|                                                         |           |                       |
| Ludwigson 3’ Jóhannsson 5’ Ludwigson 12’ Söderström 62’ | Marcatori | 25’ Moro 69’ Batanero |

| Arbitro: | Fredrik Klitte |

|             |           |                                             |
| Turgott 78’ | Marcatori | 53’ Ludwigson 62’ Kačaniklić 74’ Jóhannsson |

| Arbitro: | Bojan Pandžić |

|            |           |               |
| Sher 90+1’ | Marcatori | 17’ Søderlund |

| Arbitro: | Glenn Nyberg |

|                                                              |           |                                       |
| Selmani 8’ Selmani 33’ (rig.) Book 53’ Ejupi 80’ Selmani 84’ | Marcatori | 45+3’ (rig.) Jóhannsson 54’ Ludwigson |

| Arbitro: | Andreas Ekberg |

|                               |           |                                    |
| Jóhannsson 35’ Kačaniklić 79’ | Marcatori | 13’ (aut.) Fenger 45’ Christiansen |

| Arbitro: | Mohammed Al-Hakim |

|  |           |           |
|  | Marcatori | 39’ Nyman |

| Arbitro: | Kristoffer Karlsson |

|                             |           |               |
| Skovgaard 17’ Björndahl 90’ | Marcatori | 68’ Ludwigson |

### Svenska Cupen 2019-2020

#### Gruppo 3
| Arbitro: | Victor Wolf |

|                                                                            |           |               |
| Jóhannsson 19’ Kačaniklić 27’ Kačaniklić 52’ Jóhannsson 57’ Tanković 90+2’ | Marcatori | 82’ Johansson |

| Arbitro: | Mohammed Al-Hakim |

|  |           |                              |
|  | Marcatori | 2’ I. Khalili 58’ Kačaniklić |

| Arbitro: | Martin Strömbergsson |

|                                                        |           |  |
| Jóhannsson 46’ Bojanić 56’ Kačaniklić 73’ Tanković 87’ | Marcatori |  |

#### Fase finale
| Arbitro: | Kaspar Sjöberg |

|              |           |                                          |
| Tanković 19’ | Marcatori | 54’ Aiesh 104’ (rig.) Aiesh 108’ Abraham |

### Svenska Cupen 2020-2021
| Arbitro: | Adam Ladebäck |

|  |           |                                                         |
|  | Marcatori | 4’ Andersen 32’ Amoo 45’ Widgren 67’ Ludwigson 73’ Amoo |

### UEFA Europa League 2020-2021
| Arbitro: | Mario Zebec |

|                                         |           |  |
| A. Khalili 14’ Bojanić 32’ Paulinho 84’ | Marcatori |  |

| Arbitro: | Sascha Stegemann |

|  |           |                                               |
|  | Marcatori | 55’ Pedro Tiba 89’ Kamiński 90+3’ Marchwiński |